# Oleksij Makejev
Oleksij Serhijovytj Makejev (ukrainska: Олексій Сергійович Макеєв), född 25 november 1975 i Kiev är en ukrainsk diplomat som har tjänstgjort som Ukrainas ambassadör i Tyskland under president Volodymyr Zelenskyj sedan 23 september 2022.

## Biografi
Makejev tog examen från Institutet för internationella relationer vid Nationella Taras Sjevtjenko-universitetet i Kiev 1997. Han började sin diplomatiska karriär vid det ukrainska utrikesministeriet år 1996. Före 2014 arbetade han vid Ukrainas diplomatiska beskickningar i Tyskland och Schweiz. Han blev politisk chef för Ukrainas utrikesministerium 2014. Som politisk direktör var han involverad i förhandlingarna om Minsk-samtalen med Ryssland, Tyskland och Frankrike. 2020 blev han specialrepresentant för sanktionspolitiken.
Han är gift med Olena Makejeva, som var biträdande finansminister från 2015 till 2016.
Makejev talar flytande engelska, tyska och ryska.  Han kan också prata franska och spanska.